# Li Hongzhang
Li Hongzhang o Li Hung-chang (pinyin: Lǐ Hóngzhāng), Marchese Suyi di Prima Classe (Hefei, 15 febbraio 1823 – Pechino, 7 novembre 1901) è stato un politico, generale e ammiraglio cinese del tardo Impero della dinastia Qing.

## Vita
Li Hongzhang nacque a Qunzhi, un piccolo villaggio dell'Anhui, da una famiglia agiata. Questo gli permise di frequentare immediatamente gli studi e di prendere parte agli esami imperiali, nei quali risultò assai preparato e competente. Nel 1847 ottenne il decreto jinshi, il più elevato fra quelli concessi ai partecipanti agli esami. Due anni dopo, entrò all'Accademia Hanlin.

### La carriera militare

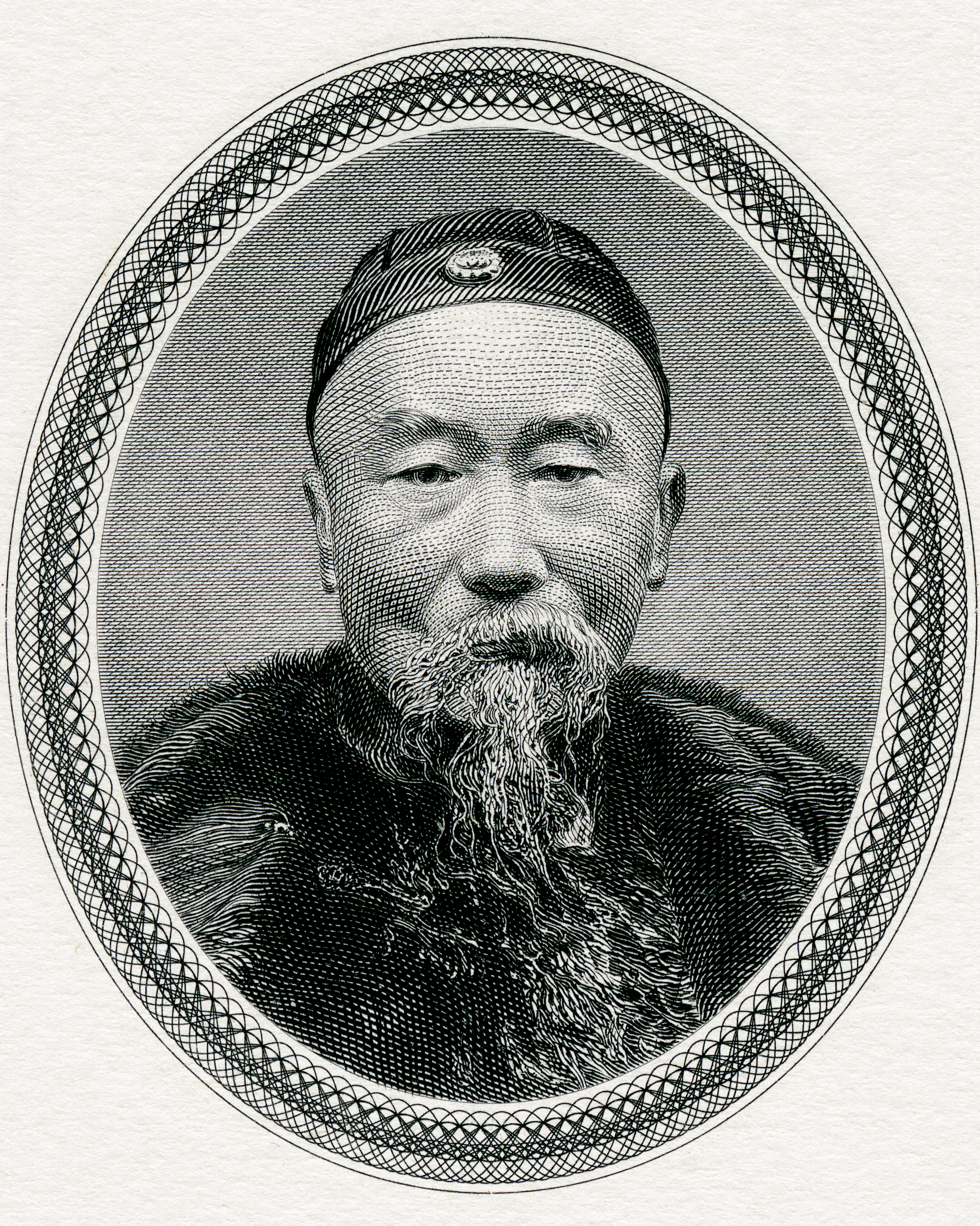

Non molto tempo dopo, scoppiò la Rivolta dei Taiping; l'Anhui si trovava pericolosamente vicino ai territori controllati dai taiping (il Regno Celeste della Grande Pace). Li fece ritorno al suo distretto nativo e organizzò una milizia di difesa, impedendo l'espansione dei taiping in questa zona. Le sue attività impressionarono il generalissimo Zeng Guofan, capo delle forze armate imperiali, il quale continuò a seguire le imprese di Li.
Nel 1859, Li venne trasferito nel Fujian per amministrare un piccolo distretto. Tuttavia, Zeng lo rivolle sul campo di battaglia. Li venne così richiamato e si pose subito al fianco dell'Armata Sempre Vittoriosa, un esercito creato dallo statunitense Frederik Townsend Ward e guidato dal generale Charles George Gordon, che lo aiutò sul suo fronte contro i ribelli; Li riuscì così ad ottenere numerose vittorie e fu infine il protagonista della presa della città di Suzhou. Questo successo concesse a Li ogni onore: venne decorato con l'uniforme imperiale, proclamato conte e nominato governatore del Jiangsu.
Dopo la resa di Suzhou, i rapporti fra Li e Gordon si incrinarono drasticamente. Infatti, i principi ribelli riuscirono a siglare un accordo con l'ufficiale inglese: essi avrebbero consegnato Nanchino se la loro vita fosse stata risparmiata. Gordon aveva accettato. Quando seppe della presa della città, però, Li ordinò che tutti i principi fossero giustiziati. Pare che Gordon abbia tentato di uccidere Li per questo tradimento, e il conte riuscì a salvarsi solo fuggendo.

### Ufficiale e burocrate
Quando, nel 1866, scoppiò la Rivolta Nien, Li fu nuovamente richiamato sul campo di battaglia, in sostituzione di Zeng Guofan, per reprimere l'insurrezione. Dopo alcune iniziali disfatte, Li riuscì a sconfiggere i ribelli e ad ottenere la completa vittoria. Questo lo portò, l'anno successivo, ad essere nominato viceré di Huguang.
La fama militare di Li era però troppo elevata perché egli restasse un "semplice" burocrate: dopo il Massacro di Tientsin del 1870, Li venne chiamato ad assicurare la stabilità di questa zona, decisamente fondamentale in quanto si trovava intorno a Pechino. Egli dovette così lasciare il vicereame di Huguang, ma ottenne quello di Zhili, ben più importante; la spiegazione ufficiale della sua promozione fu la sua capacità di soffocare i sentimenti anti-stranieri del popolo cinese. Fu lo stesso Li a proclamare la deposizione del generalissimo Zeng Guofan, la cui fama era ormai tramontata. Li venne così insignito di numerose onorificenze e nominato tutore imperiale e membro del Gran consiglio dell'impero.

### Statista imperiale
Li ottenne, di fatto, il totale controllo della politica estera cinese. Egli rappresentò l'Impero alla Convenzione di Chefoo con Thomas Francis Wade (1876), mettendo fine alla controversia per l'assassinio di August Raymond Margary, ma anche riaffermando i privilegi britannici sulla Cina. Inoltre, strinse accordi con Perù e Giappone e si impegnò a rafforzare la supremazia cinese in Corea.
Dopo la morte dell'imperatore Tongzhi, Li promosse attivamente alla salita di un riformista sul trono, ordinando alle proprie forze armate di occupare Pechino affinché non vi fossero opposizioni alla nomina dell'imperatore Guangxu, controllato dall'imperatrice madre. Infatti, Li sosteneva che ci fosse la necessità urgente di rafforzare e modernizzare l'impero prima che le forze straniere riuscissero a schiacciarlo; in questo senso era particolarmente ispirato dalle riforme che stavano venendo implementate in quel periodo in Giappone. Sul piano militare, Li si adoperò per dotare lo Zhili di un forte esercito; inoltre, spese ingenti somme per rafforzare i Forti di Taku e le difese di Port Arthur, oltre che per consolidare la flotta.
Fu in questo periodo che Li notò un intraprendente ufficiale Yuan Shikai, ponendolo anche a capo della prima Nuova Armata creata nello Zhili, armata che si sarebbe poi evoluta nell'Esercito Beiyang.
A seguito della guerra franco-cinese, nel 1885 Li ratificò il Trattato di Hué, una mossa controversa che gli portò non poche critiche da parte di altri militari e uomini politici cinesi.
Visti i suoi legami con la Corea, Li venne posto a capo delle forze cinesi durante la disastrosa prima guerra sino-giapponese del 1894-1895 - nonostante avesse tentato di evitarla con ogni mezzo; la sconfitta va ricondotta al fatto che, mentre Li aveva il totale controllo delle armate che lui stesso aveva istituito, ottenne uno scarsissimo se non nullo sostegno delle armate controllate da burocrati rivali. La sconfitta delle sue armate, relativamente modernizzate, e della sua seppur piccola flotta causarono un drastico calo di popolarità per Li, ma anche del sostegno della corte imperiale.
Nel 1896, Li compì un viaggio in Europa (dove, durante la visita in Gran Bretagna, fu insignito dell'Ordine reale vittoriano da parte della regina Vittoria) e negli Stati Uniti d'America (dove sostenne un cambiamento della politica verso l'immigrazione cinese, fortemente ristretta dopo il Chinese Exclusion Act del 1882).
Tornato in Cina, Li prese parte (seppur passivamente) al colpo di Stato dell'imperatrice Cixi contro l'imperatore Guangxu, insieme al suo protetto, il generale Yuan Shikai. In questo periodo ricoprì la carica di viceré del Liangguang, anche se presto tornò ad essere viceré di Zhili. Questo gli permise di tornare in buona luce agli occhi della corte, ora egemonizzata dall'imperatrice Cixi.
Li Hongzhang fu tra i maggiori protagonisti della repressione della rivolta dei Boxer. Nel 1901 fu incaricato di condurre i negoziati con le potenze straniere che avevano occupato Pechino, concludendo il 7 settembre un compromesso, assai svantaggioso per la Cina, conosciuto come Protocollo dei Boxer, che comunque ottenne la partenza degli eserciti stranieri. Ormai stanco e anziano, Li morì il 7 novembre a Pechino, non prima di avere passato il vicereame al suo delfino, Yuan Shikai. L'imperatore Guangxu creò, per lui, il rango onorifico di Marchese Suyi di Prima Classe, di cui Li fu insignito postumo.

## Opinioni e critiche
Benché Li Hongzhang sia sempre stato visto positivamente in Cina, dopo le tremende disfatte della prima guerra sino-giapponese non furono in pochi ad accusarlo di essere un traditore. L'immagine popolare di Li fu quella di un traditore che aveva venduto la causa della Cina al Giappone.
Tuttavia, già da prima c'erano state accuse del genere contro Li. Nel 1885, a seguito della disfatta della flotta cinese nel 1884 durante la guerra franco-cinese, le forze imperiali erano riuscite ad ottenere un'importante vittoria presso Lạng Sơn, il che portò alla caduta del governo colonialista di Jules Ferry; Li fu incaricato di condurre le trattative con la Francia e ratificò il Trattato di Hué, che legalizzava il controllo militare francese sulle regioni centrali del Vietnam. Il generale Zuo Zongtang, a seguito di questa mossa, denunciò pubblicamente Li come un traditore alle dipendenze delle potenze straniere, criticandolo per non avere approfittato del vantaggio.
Secondo il principe Esper Esperovich Ouchtomsky, direttore esecutivo della Banca Russo-Cinese, Li Hongzhang avrebbe accettato la somma di 3 milioni rubli per firmare un trattato di mutua difesa con la Russia. Nelle sue memorie, Vittoria strategica sulla dinastia Qing, Ouchtomsky scrive che Li effettivamente accettò la somma; un milione di rubli gli furono consegnati quando l'imperatore annunciò che il trattato sarebbe stato firmato, un altro milione quando il trattato fu effettivamente siglato, infine l'ultimo milione gli fu versato a seguito della costruzione della ferrovia che avrebbe collegato Russia e Cina.
Nel 2003, la CCTV riabilitò Li attraverso il programma Verso la Repubblica, in cui ne offrì un'immagine di un eroico e brillante statista al servizio della Cina.